# Denis Irwin
Joseph Denis Irwin, irski nogometaš, * 31. oktober 1965, Cork, Irska.
Irwin je leta 2004 zaključil svojo profesionalno kariero.